# Leptojulis
Leptojulis Bleeker, 1862 è un genere di pesci di acqua salata appartenenti alla famiglia Labridae.

## Distribuzione
Provengono dall'oceano Pacifico e da parte dell'oceano Indiano.

## Descrizione
Presentano un corpo compresso lateralmente ed abbastanza allungato, generalmente con una livrea non particolarmente sgargiante. Le dimensioni variano dai 10 cm di L. polylepis ai 13.6 di L. lambdastigma.

## Tassonomia
In questo genere sono riconosciute 5 specie:
- Leptojulis chrysotaenia
- Leptojulis cyanopleura
- Leptojulis lambdastigma
- Leptojulis polylepis
- Leptojulis urostigma

## Conservazione
Eccetto L. lambdastigma, segnalata come "dati insufficienti" (DD), nessuna specie è a rischio e tutte vengono classificate come "a rischio minimo" (LC)  dalla lista rossa IUCN.